# Itó Kanako-diszkográfia
Itó Kanako japán énekesnő diszkográfiája ezidáig öt nagylemezből, négy válogatásalbumból, tizennyolc önálló kislemezből, egy digitális és két split kislemezből áll, de ezek mellett még több, mint hatvan hivatalos kiadványon szerepel a neve.

## Albumok

### Nagylemezek
| 2004                                                        | Pazuru - Megjelent: 2004. február 27. - Kiadó: Hobibox (HBMS-6DK) - Formátum: CD  | —   | — | — |
| 2005                                                        | Sign - Megjelent: 2005. május 27. - Kiadó: Hobibox (HBD-2DK) - Formátum: CD       | —   | — | — |
| 2006                                                        | Largo - Megjelent: 2006. október 4. - Kiadó: Hobibox (HBD-6) - Formátum: CD       | 249 | — | ? |
| 2006                                                        | Stargate - Megjelent: 2009. augusztus 26. - Kiadó: Georide (GRE-9) - Formátum: CD | —   | — | — |
| 2012                                                        | Spark! - Megjelent: 2012. március 28. - Kiadó: Georide (GRE-015) - Formátum: CD   | 167 | — | ? |
| „—” nem szerepelt listán, vagy nem jelent meg az országban. |                                                                                   |     |   |   |

### Válogatásalbumok
| 2008                                                        | Another Best - Megjelent: 2008. december 10. - Kiadó: Frontier Works (FCCV-0026) - Formátum: CD                                       | —  | 111 | —  | 1680 |
| 2010                                                        | Chaos Attractor - Megjelent: 2010. január 27. - Kiadó: Frontier Works (FVCG-1105) - Formátum: CD (+DVD)                               | 20 | 50  | —  | 4764 |
| 2011                                                        | "Thank You!" Ito Kanako the Best: Nitroplus Songs Collection - Megjelent: 2011. április 20. - Kiadó: Georide (GRE-012) - Formátum: CD | 24 | 74  | 55 | 1464 |
| 2011                                                        | Vector - Megjelent: 2011. október 26. - Kiadó: Frontier Works (FVCG-1180) - Formátum: CD                                              | —  | 49  | 38 | ?    |
| „—” nem szerepelt listán, vagy nem jelent meg az országban. | |    |     |    |      |

## Kislemezek
| 2006                                                        | Ethereal Echo                   | —  | 115 | —  | —  | —  | 1855   | —                                |
| 2007                                                        | Escape                          | —  | 55  | —  | —  | —  | 8316   | Chaos Attractor                  |
| 2007                                                        | Kimi to jozora to szakamicsi to | —  | 57  | —  | —  | —  | 3448   | Chaos Attractor                  |
| 2008                                                        | Heartbreaking Romance           | 42 | 57  | —  | —  | —  | 2909   | —                                |
| 2008                                                        | Find the Blue                   | —  | 54  | —  | —  | —  | 3969   | Chaos Attractor                  |
| 2008                                                        | Cuiszó no Despair               | 32 | 39  | —  | —  | —  | 6965   | —                                |
| 2008                                                        | Cuioku no kaze                  | —  | 106 | —  | —  | —  | 620    | "Thank You!" Ito Kanako the Best |
| 2008                                                        | A Wish for the Stars            | —  | 142 | —  | —  | —  | 562    | —                                |
| 2008                                                        | F.D.D.                          | 19 | 29  | —  | —  | —  | 7764   | Chaos Attractor                  |
| 2009                                                        | Fake Me                         | 39 | 58  | —  | —  | —  | 3412   | Chaos Attractor                  |
| 2009                                                        | Sky Clad no kanszokusa          | 21 | 31  | —  | 55 | —  | 6227   | Chaos Attractor                  |
| 2010                                                        | Fetishism Ark                   | 27 | 56  | —  | 85 | —  | 1432   | Vector                           |
| 2010                                                        | A. R./Star-Crossed              | 40 | 63  | —  | 98 | —  | 1763   | Vector                           |
| 2010                                                        | Amaranthine                     | —  | 151 | —  | —  | —  | 437    | Vector                           |
| 2011                                                        | Hacking to the Gate             | 10 | 17  | 87 | 14 | 12 | 14 647 | Vector                           |
| 2011                                                        | Ucsú Engineer/Eien no Vector    | —  | 37  | —  | 38 | —  | ?      | Vector                           |
| 2012                                                        | Hiszenkei dzseniakku            | —  | 74  | —  | 76 | —  | ?      | —                                |
| 2012                                                        | Szora no sita no szókanzu       | —  | 71  | —  | 72 | —  | ?      | —                                |
| „—” nem szerepelt listán, vagy nem jelent meg az országban. |                                 |    |     |    |    |    |        |                                  |

#### Split kislemezek
| 2004                                                        | Gekkó (Hassy-val)                                      | — | —  | — | — |
| 2006                                                        | Hito, Kami, Hata (Man God Machine) (Ikuzava Juicsivel) | — | 72 | — | ? |
| „—” nem szerepelt listán, vagy nem jelent meg az országban. |                                                        |   |    |   |   |

#### Digitális kislemezek
| 2009                                                        | Liberty | — | Stargate |
| „—” nem szerepelt listán, vagy nem jelent meg az országban. |         |   |          |

## Vendégszereplések

### Koncertalbumok
| 2005                                                        | Nitro Super Sonic 2005 Live CD - Megjelent: 2005. augusztus 16. - Kiadó: Nitroplus - Formátum: CD                                        | —   | — | — |
| 2005                                                        | Hatagami gattai Demonbane Live 7: Cu no hatagami ga hitocu ni natte - Megjelent: 2005. augusztus 23. - Kiadó: Nitroplus - Formátum: CD   | —   | — | — |
| 2005                                                        | Nitro+ Live Mix DVD - Megjelent: 2005. október 28. - Kiadó: Nitroplus - Formátum: DVD                                                    | —   | — | — |
| 2009                                                        | The Chiral Night: Meets Sweet Pool Live DVD - Megjelent: 2009. szeptember 21. - Kiadó: Nitroplus - Formátum: DVD                         | —   | — | — |
| 2010                                                        | Animelo Summer Live 2009 Rebridge 8. 22 - Megjelent: 2010. február 24. - Kiadó: King Records - Formátum: DVD, BD                         | 60  | — | ? |
| 2010                                                        | Animelo Summer Live 2009 Rebridge 8. 23 - Megjelent: 2010. február 24. - Kiadó: King Records - Formátum: DVD, BD                         | 52  | — | ? |
| 2011                                                        | Nitro Super Sonic 10th Anniversary: 2009.6.27 Live Document at JCB Hall - Megjelent: 2011. január 28. - Kiadó: Nitroplus - Formátum: DVD | —   | — | — |
| 2011                                                        | The Chiral Nigh 5th Anniversary 2010.10.31 at JCB Hall - Megjelent: 2011. április 20. - Kiadó: Nitroplus - Formátum: DVD                 | 267 | — | ? |
| „—” nem szerepelt listán, vagy nem jelent meg az országban. | |     |   |   |

### Soundtrackek
| 2002                                                        | Kikokugai: The Cyber Slayer Original Soundtrack                       | —   |
| 2002                                                        | Hello, World. Original Soundtrack                                     | —   |
| 2003                                                        | Deus Machina Demonbane Original Soundtrack                            | —   |
| 2003                                                        | Onegai Twins Vocal Album Esquisse                                     | 170 |
| 2004                                                        | Szaja no uta Original Soundtrack                                      | —   |
| 2004                                                        | Metallic Warcry Kisin hókó Demonbane Maxi Single                      | —   |
| 2004                                                        | Shamana Shamana (Cuki to kokoro to taijó no mahó) Original Soundtrack | —   |
| 2004                                                        | Kisin hókó Demonbane Original Soundtrack                              | —   |
| 2004                                                        | Guns & Wings Tensi no nicsó kendzsú Original Soundtrack               | —   |
| 2004                                                        | Teeny-weeny Mama csibi mama Original Soundtrack                       | —   |
| 2005                                                        | Angelos Armas Tensi no nicsó kendzsú Original Soundtrack              | —   |
| 2005                                                        | Inside Togainu no csi Original Soundtrack                             | —   |
| 2005                                                        | School Days Vocal Album                                               | —   |
| 2005                                                        | Chaos Gate: Dzsingai makjó Original Soundtrack                        | —   |
| 2005                                                        | Blade Arts Hanacsiraszu Original Soundtrack                           | —   |
| 2006                                                        | Dances & Dragons! Dra+Koi Original Soundtrack                         | —   |
| 2006                                                        | Kisin hókó Demonbane Maxi Single CD                                   | —   |
| 2006                                                        | Kisin hókó Demonbane Soundtrack                                       | —   |
| 2006                                                        | Summer Days Original Soundtrack                                       | 253 |
| 2006                                                        | Fabula Adamas Kisin hisó Demonbane Original Soundtrack                | —   |
| 2006                                                        | Lamento OST – The World Devoid of Emotion                             | —   |
| 2007                                                        | Otogi no cuki no kiszó kjoku Gekkó no Carnevale Original Soundtrack   | —   |
| 2007                                                        | Chaosic Rune Zizz Song Collection                                     | —   |
| 2007                                                        | School Days Ending Theme+                                             | 60  |
| 2007                                                        | Nitroplus Motion Picture Soundtrack Tre donne crudeli                 | —   |
| 2007                                                        | Return to Zero: Fate/Zero Original Soundtrack                         | 56  |
| 2008                                                        | Hatenkó júgi Original Soundtrack                                      | —   |
| 2008                                                        | Chaos;Head Original Soundtrack                                        | —   |
| 2008                                                        | Blassreiter Original Soundtrack                                       | —   |
| 2008                                                        | Togainu no csi True Blood Original Soundtrack                         | 170 |
| 2008                                                        | The Solid Album: Togainu no csi Remix                                 | —   |
| 2008                                                        | Lamento Kuimix                                                        | —   |
| 2008                                                        | Sumaga Music Galaxy                                                   | —   |
| 2009                                                        | Fragment: Sweet Pool Original Soundtrack                              | —   |
| 2009                                                        | Captain Hook Love’s Lock OST                                          | —   |
| 2009                                                        | Steins;Gate Original Soundtrack + Radio CD (kari)                     | 28  |
| „—” nem szerepelt listán, vagy nem jelent meg az országban. |                                                                       |     |

### Egyebek
| 2004                                                        | Fight (Theme no Rumbling Angel)                             | —   |
| 2004                                                        | Afro Plus Paradise Vol. 1                                   | —   |
| 2005                                                        | Afro Plus Paradise Vol. 2                                   | —   |
| 2005                                                        | Afro Plus Paradise Vol. 3                                   | —   |
| 2006                                                        | Afro Plus Paradise Vol. 4                                   | —   |
| 2006                                                        | Acoustic Asturias – Marching Grass on the Hill              | —   |
| 2007                                                        | Kiri – The Route of Infection Kanaria: Ansem 01             | —   |
| 2007                                                        | Captain Hook Love’s Lock Vocal Maxi Stay a Fake             | —   |
| 2008                                                        | Hime Trance World: Kirakira Selection                       | —   |
| 2008                                                        | Message                                                     | —   |
| 2009                                                        | Nitro Best sokai kanzen szeiszan-ban                        | —   |
| 2009                                                        | Vocaloid Generation: Bokaro ni kavatte utattemita           | —   |
| 2009                                                        | Kanate e Beyond the Horizon                                 | —   |
| 2009                                                        | Super Shot: Bisódzsó Game Remix Collection                  | —   |
| 2009                                                        | Tech Arts Vocal Extra Collection                            | —   |
| 2010                                                        | Evolution: For Beloved One                                  | 40  |
| 2010                                                        | Higurasi no naku koro ni Vocal Song + Game Opening Movie-sú | 81  |
| 2010                                                        | School Days Vocal Complete Album                            | 81  |
| 2011                                                        | Chaos;Head Love Chu Chu! sudaika Single                     | 99  |
| 2011                                                        | Alice?/Maris Stella                                         | —   |
| 2011                                                        | Days                                                        | —   |
| 2011                                                        | Rainbow                                                     | 61  |
| 2011                                                        | Chaos;Head Vocal Collection                                 | 126 |
| 2011                                                        | Science Adventure Dance Remix „Chaos;Head” „Steins;Gate”    | 210 |
| 2012                                                        | Lost Eve: Guilty Crown Lost Christmas Maxi Single           | 96  |
| „—” nem szerepelt listán, vagy nem jelent meg az országban. |                                                             |     |